# Ј
Ј, ј (произнася се йъ) е единадесетата буква в сръбската и дванадесетата буква в съвременната македонска кирилица. Също така се използва и в алтайската, а до 1991 година – и в азербайджанската кирилска азбука. Знакът обозначава звука /j/. В останалите славянски кирилски азбуки вместо J пред гласна се използва буквата Й (и кратко), а след съгласна – Ь (ер малък).
Буква Ј е въведена в сръбската писменост през 19 век от езиковеда Вук Караджич посредством т.нар. вукова реформа. Първоначално в своята граматика „Писменица сербскога їезика по говору простога народа“ (у Виенни, у печатньи Г. Іоанна Шнирера, 1814) той използва буквата Ї (йота), която по-късно променя на Ј — т.е. използва латинската буква йота в немското ѝ звуково значение, поставяйки две точки над буквата. Въвеждането на тази „латинска“ буква в кирилската сръбска азбука (караджица) е критикувано, но с времето са намерени и „оправдания“ – в някои скорописи от 17 и 18 век се среща J-образно изписване кирилската буква І, която в някои случаи (в началото на думата и между гласни звукове) се произнасяла именно като (/j/) ([й]).
В новосъздадената македонска азбука буквата J е въведена по сръбски образец от Езиковите комисии на АСНОМ на 4 декември 1944 година след гласуване (8 гласа „за“, 3 „против“).
Буквата Ј е използвана и в някои варианти на украинската азбука от средата на 19 век, но така и не успява да се наложи. В началото на 20 век след Болшевишката революция в Русия съществуват идеи за преминаването и на руския език на изцяло фонетична писмена система, в която да се използва въпросната буква.